# Liste der Hauptstädte Ägyptens
Ägypten hatte in seiner wechselvollen, mehr als 5000 Jahre währenden Geschichte insgesamt 20 verschiedene Hauptstädte. Die aktuelle Hauptstadt ist Kairo.

## Altes Ägypten
- Thinis (vor 2950 v. Chr.), erste Hauptstadt Ober- und Unterägyptens (Frühdynastische Periode)
- Memphis (2950–2180 v. Chr.), Reichshauptstadt im Alten Reich und der Ersten Zwischenzeit, 1. bis 8. Dynastie
- Herakleopolis Magna (2180–2060 v. Chr.), 9. und 10. Dynastie (Herakleopolitenzeit)
- Theben (2135–1985 v. Chr.), 11. Dynastie, von Mentuhotep II. zur Hauptstadt ernannt
- Itj-Taui (1985–1700 v. Chr.), 12. und 13. Dynastie, von Amenemhet I. am Eingang des Fajum-Beckens errichtet
- Auaris (1715–1580 v. Chr.), 14. und 15. Dynastie, Hauptstadt der Hyksos
- Theben (1700–1353 v. Chr.), beginnend in der 13. Dynastie unter Aja I., Hauptstadt im Süden des Landes während der Hyksoszeit (17. Dynastie), Hauptstadt des wiedervereinigten Landes während der 18. Dynastie bis zur Zeit von Echnaton
- Achetaton (1353–1332 v. Chr.), 18. Dynastie (Amarna-Zeit), in Mittelägypten von Echnaton neu gegründet
- Memphis (1332–1279 v. Chr.), 18./19. Dynastie, Königshof zog unter Tutanchamun in den Norden des Landes
- Pi-Ramesse (1279–1078 v. Chr.), 19. und 20. Dynastie, unter Ramses II. neu errichtete Stadt im Nildelta
- Tanis: (1078–945 v. Chr.), mit Steinen der aufgegebenen Stadt Pi-Ramses von den Königen der 21. Dynastie ausgebaut worden
- Bubastis/Tanis: (945–715 v. Chr.), 22. Dynastie, libysche Herrschaft im östlichen Nildelta
- Leontopolis/Theben (818–715 v. Chr.), 23. Dynastie, von Petubastis I. neu gegründete Dynastie im mittleren Nildelta
- Sais (725–715 v. Chr.), 24. Dynastie, Lokalkönigtum im westlichen Nildelta
- Napata/Memphis (715–664 v. Chr.), die kuschitische 25. Dynastie wurde zunächst von Napata in Obernubien aus regiert. Nach der Eroberung von Memphis durch Pije richteten die nachfolgenden Könige hier ihre Residenz ein.
- Sais (664–399 v. Chr.), Hauptstadt der von Psammetich I. begründeten Saïten-Dynastie, unter persischer Fremdherrschaft (27. Dynastie) Hauptstadt der ägyptischen Satrapie
- Mendes (399–380 v. Chr.), 29. Dynastie, Nepherites I. verlegte Hauptstadt von Sais nach Mendes
- Sebennytos (380–343 v. Chr.), 30. Dynastie, Heimatstadt von Nektanebos I.
- unbekannt (343–332 v. Chr.), 31. Dynastie, 2. Perserherrschaft

## Griechisch-römische/Byzantinische Zeit
- Alexandria (332 v. Chr.–643), von Alexander dem Großen gegründet, von 30 v. Chr. bis zur Verwaltungsreform des Kaisers Diokletian Hauptstadt der Provinz Aegyptus, bis 381 Hauptstadt von Aegyptus Iovia, danach Hauptstadt der Dioecesis Aegypti
- Theben (um 300–381), Hauptstadt der Thebais
- Memphis (um 300–381), Hauptstadt von Aegyptus Herculea

## Islamische Zeit
- Fustāt (um 643–750), als Militärsiedlung vom arabischen Feldherrn ʿAmr ibn al-ʿĀs gegründet
- Al-Askar (750–868), Hauptstadt der ägyptischen Provinz zur Zeit der Abbasiden
- Al-Qata'i (868–905), Hauptstadt der unabhängigen Tuluniden-Dynastie
- Fustat (905–972), Rückeroberung Ägyptens durch die Abbasiden
- Kairo (seit 972), von Abu Tamim al-Muizz als Hauptstadt des Fatimiden-Kalifats gegründet
- Die neue Hauptstadt mit dem Namen "New Administrative Capital" ist seit 2015 im Bau und bereits teilweise bezogen. Der Umzug der Regierung ist für die 2020er Jahre geplant.[1]